# 愚堂東寔

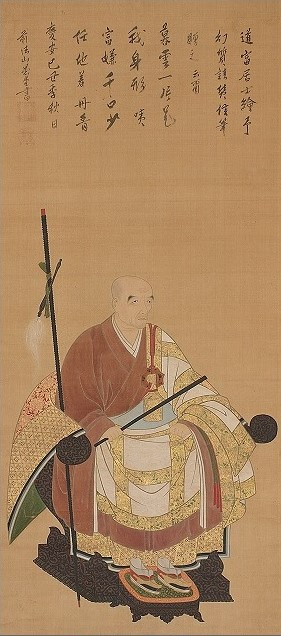
愚堂東寔

愚堂東寔（ぐどうとうしょく、天正5年4月8日（1577年4月25日）- 寛文元年10月1日（1661年11月22日））は、禅宗の臨済宗の高僧。大本山妙心寺第百三十七世住持。父は伊藤紀内、母は斎藤氏家臣の娘とされる。諡号は大圓寶鑑國師。

## 沿革
美濃国大森（現在の岐阜県山県市大森）に生まれ、15歳で伊自良東光寺において出家して瑞雲に師事した。
19歳で諸国へ旅に出て宇都宮興禅寺の物外や播磨国赤穂三友寺の南是の元などを訪れた後、妙心寺聖沢院の庸山景庸に師事し、愚堂の号を与えられて印可を受けた（後に妙心寺住持を三度勤めた）。
その後臨済宗復興のため、美濃国（岐阜県八百津町）の大仙寺や伊勢国（三重県伊勢市）の中山寺、江戸（東京都台東区）の正燈寺を開山した。
最期は、京都山科の華山寺にて85歳で没する。死去の翌年には国師号を授けられ大圓寶鑑國師と追諡されている。
後水尾天皇や徳川家光、保科正之、中院通村、春日局など多くの公家・武家から帰依を受けている。
また、宮本武蔵も青年時に妙心寺にいた愚堂の元へ参禅している。弟子に至道無難がいる。